# 야쿠시마정
야쿠시마정(일본어: 屋久島町)은 일본 가고시마현 구마게군의 정이다.

## 지리
규슈와 가까운 류큐 열도 북부의 야쿠섬 및 구치노에라부섬 전역을 포함한다.

## 역사
2007년 10월 1일에 구마게군의 야쿠정·가미야쿠정이 합병해 성립했다.

## 교통

### 공항
- 야쿠시마 공항

### 항로
가고시마항에서 다네가섬과 야쿠섬을 경유하는 배편이 있다.

### 도로
- 국도 267호선
- 국도 328호선
- 국도 504호선